# Matt Stokoe
Matthew "Matt" Stokoe (Durham, Inglaterra; 13 de enero de 1989) es un actor inglés conocido por haber interpretado a Alex en la serie Misfits y a Gerard Eyre en The Village.

## Biografía
Matt tiene dos hermanos. Mantiene una relación con la actriz Sophie Rundle, a quien conoció en el set de Jamestown. En febrero de 2021, anunciaron que iban a ser padres. En abril de ese año le dieron la bienvenida a su primer hijo, un varón. En junio de 2024 tuvieron un segundo hijo.

## Carrera
En 2011 obtuvo un pequeño papel en la serie The Borgias donde interpretó a un soldado francés.
En 2012 se unió al elenco recurrente de la cuarta temporada de la serie Misfits donde interpretó a Alex, durante la quinta temporada se volvió un personaje principal y apareció en la serie hasta el final de esta en 2013.
En 2013 se unió a la serie The Village donde interpretó a Gerard Eyre hasta 2014.
En 2014 apareció como invitado en la serie Inspector George Gently dando vida al oficial de policía David Baird.
En 2016 se unió al elenco principal de la tercera temporada de la serie The Musketeers, donde interpretó a Georges Marcheaux, el nuevo Capitán de la Guardia Roja que tiene constantes enfrentamientos con los mosqueteros, hasta el noveno episodio de la temporada después que su personaje muriera durante un enfrentamiento con D'Artagnan.

## Filmografía

### Series de Televisión
| Año             | Título                  | Personaje         | Notas                               |
| --------------- | ----------------------- | ----------------- | ----------------------------------- |
| 2020            | Cursed                  | Gawain            | 6 episodios                         |
| 2017 - presente | Jamestown               | James Read        | 8 episodios                         |
| 2016            | The Musketeers          | Capitán Marcheaux | 9 episodios                         |
| 2015            | Sense8                  | Jacks             | episodio "Limbic Resonance"         |
| 2013 - 2014     | The Village             | Gerard Eyre       | 10 episodios                        |
| 2014            | Inspector George Gently | PC. David Baird   | episodio "Gently Between the Lines" |
| 2012 - 2013     | Misfits                 | Alex              | 15 episodios                        |
| 2012            | Last Tango in Halifax   | Michael Dobson    | episodio # 1.2                      |
| 2011            | Black Mirror            | Guardia           | episodio "Fifteen Million Merits"   |
| 2011            | The Borgias             | Soldado           | episodio "Nessuno (Nobody)"         |

### Películas
| Año  | Título                    | Personaje  | Notas                                                                                                |
| ---- | ------------------------- | ---------- | --- |
| 2013 | The Dyatlov Pass Incident | Jensen Day | junto a Holly Goss, Luke Albright, Ryan Hawley & Gemma Atkinson                                      |
| 2012 | Comes a Bright Day        | Oficial    | junto a Timothy Spall, Imogen Poots, Craig Roberts, Ben Cura, Geoff Bell, Josef Altin & Kevin McKidd |
| 2011 | Hollow                    | Scott      | junto a Emily Plumtree, Sam Stockman, Jessica Ellerby, Simon Roberts & David Baukham                 |

### Videojuegos
| Año         | Título            | Personaje | Notas                           |
| ----------- | ----------------- | --------- | ------------------------------- |
| 2015 - 2023 | Final Fantasy XIV | Elidibus  | Prestó su voz para el personaje |
| 2013        | Ryse: Son of Rome | Centurion | prestó su voz para el personaje |